# ホ・ミミ
- フ・ミミ

ホ・ミミ（朝鮮語: 허미미、英語: Huh Mimi、許 海実、2002年12月19日 - ）は、東京都出身の大韓民国の柔道家。在日三世。通名は池田 海実（いけだ みみ）。階級は57kg級。身長158cm。血液型O型。組み手は左組み。得意技は背負投。「フ・ミミ」と表記される場合もある。早稲田大学4年生時に2024年パリオリンピック女子柔道競技57kg級銀メダリストとなる。

## 人物
韓国国籍の父と日本国籍の母の間に生まれる。なお、祖父母はともに韓国出身である。また、日本による植民地化時代に朝鮮半島の独立運動に携わり、1991年に韓国政府から建国勲章愛国章を授与された許碩の子孫でもある。
柔道は7歳の時に植村塾で始めた。帝京中学3年の時に全国中学校柔道大会52㎏級で優勝した。帝京高校1年の時に全日本カデの決勝で富士学苑高校2年の藤城心に反則負けを喫して2位だった。高校1年までは全日本のカデ強化選手だったが、その後は韓国代表としてアジアジュニア57㎏級で3位、世界ジュニアで5位になった。
2021年に早稲田大学スポーツ科学部へ進学した。また、同年に慶北体育会柔道チームに入団し、早稲田大学に在学しながら日本と忠清北道の鎮川選手村を行き来して練習に励む。
2022年にはグランドスラム・トビリシでIJFワールド柔道ツアー初優勝した。世界選手権では準々決勝で世界チャンピオンであるカナダのジェシカ・クリムカイトを破るも、準決勝で舟久保遥香に反則負けするなどして5位だった。グランドスラム・アブダビでは決勝でオリンピックチャンピオンのノラ・ジャコヴァを破って優勝するが、グランドスラム・東京では準決勝で大森朱莉に反則負けするなどして5位だった。ワールドマスターズでは準決勝でカナダの出口クリスタに合技で敗れるも3位になった。
2023年の世界選手権では準々決勝で舟久保に反則負けするなどして5位だった。ワールドユニバーシティゲームズでは決勝で大森に反則勝ちして優勝した。アジア大会には団体戦のみ出場すると、準決勝の日本戦で玉置桃に技ありで敗れるなどして5位だった。
韓国と日本の両国籍を保有していたが、21歳の誕生日を迎えた2023年12月19日に韓国籍を選択した。
2024年の世界選手権では準決勝でクリムカイトを技ありで破ると、決勝では出口に12分以上の戦いの末に反則勝ちして優勝を飾り、韓国の女子選手として29年ぶり、在日韓国人の女子選手としては初めての世界チャンピオンとなった。
2024年7月に開催されたパリオリンピックでは決勝で出口に反則負けを喫するが銀メダルを獲得した。早稲田大学関係者のオリンピック柔道メダリストは1972年のミュンヘンオリンピック銅メダリストのチアキ・イシイ以来2人目、現役大学生のメダリストは初めてである。パリオリンピック混合団体では銅メダルを獲得した。
2025年の世界選手権では初戦で敗れた。世界団体では決勝のジョージア戦でエテリ・リパルテリアニに一本負けを喫すると、チームも2位だった。ワールドユニバーシティゲームズでは2連覇を果たした。
IJF世界ランキングは6590ポイント獲得で3位（2025年7月20日現在)。

## 主な戦績
- 2017年 - 全国中学校柔道大会　優勝（52kg級）
- 2018年 - 全日本カデ　2位
- 2019年 - アジアジュニア　3位
- 2019年 - 世界ジュニア　5位
- 2022年 - グランドスラム・トビリシ　優勝
- 2022年 - 世界選手権　5位
- 2022年 - グランドスラム・アブダビ　優勝
- 2022年 - グランドスラム・東京　5位
- 2022年 - ワールドマスターズ　3位
- 2023年 - グランプリ・アルマダ　優勝
- 2023年 - 世界選手権　5位
- 2023年 - グランドスラム・ウランバートル　3位
- 2023年 - ワールドユニバーシティゲームズ　優勝
- 2023年 - アジア大会　団体戦　5位
- 2023年 - オセアニアオープン・パース　優勝
- 2024年 - グランプリ・オディベーラス　優勝
- 2024年 - アジア選手権　2位
- 2024年 - 世界選手権　優勝
- 2024年 - パリオリンピック　銀メダル
- 2024年 - パリオリンピック混合団体　3位
- 2025年 - 世界団体 2位
- 2025年 - ワールドユニバーシティゲームズ　個人戦　優勝　団体戦　3位

（出典、JudoInside.com）